# Hymenophyllum delicatulum
Hymenophyllum delicatulum là một loài dương xỉ trong họ Hymenophyllaceae. Loài này được Sehnem mô tả khoa học đầu tiên năm 1956.
Danh pháp khoa học của loài này chưa được làm sáng tỏ. 